# قطعنامه ۳۳۴ شورای امنیت
قطعنامه  ۳۳۴ شورای امنیت سازمان ملل متحد که در تاریخ ۱۵ ژوئن ۱۹۷۳ تصویب شد، سندی بین‌المللی دربارهٔ توسعه ی پایدار در قبرس است. این قطعنامه طی نشست ۱٬۷۲۷‌ام با ۱۴ موافق، ۰ مخالف و ۱ ممتنع تصویب شد.